# کوروش‌تتتلن
کوروش‌تِتِتلن (به مجاری:  Kőröstetétlen) یک شهرداری در مجارستان است که در ناحیه تسگلد واقع شده‌است. کوروش‌تتتلن ۳۲٫۶۵ کیلومتر مربع مساحت دارد.